# Science and Technology Policy Research
Science and Technology Policy Research (SPRU) – instytucja naukowa funkcjonująca na terenie University of Sussex, nieopodal Brighton, w Wielkiej Brytanii.
Ośrodek powstały w 1966 r. z inicjatywy brytyjskiego ekonomisty Christophera Freemana, specjalizuje się w badaniach z pogranicza nauki, technologii i innowacji.
Historycznie instytucja nazywała się Science Policy Research Unit, ale jej nazwa została zmieniona aby lepiej odzwierciedlać interdyscyplinarny charakter prowadzonej działalności badawczej.
Jest to jeden z największych na świecie instytutów realizujących badania z zakresu studiów nad nauką (science), technologią (technology) i innowacjami (innovation) (STI). W 2012 w raporcie przygotowanym przez Uniwersytet Pennsylvanii, SPRU zostało przedstawione jako najważniejszy think-tank w dziedzinie nauki i technologii w Wielkiej Brytanii oraz szósty na świecie.
W SPRU znajduje się m.in. centrum badań nad wyzwaniami politycznymi dotyczącymi broni chemicznej i bakteriologicznej – tzw. Harvard Sussex Program.

## Dydaktyka
Na SPRU studia są prowadzone wyłącznie na poziomie podyplomowym (magisterskim (MSc, MPhil) i doktoranckim (DPhil)) w zakresie Zarządzania Technologiami i Innowacjami (Technology and Innovation Management), Zarządzania Nauką i Technologiami (Science and Technology Policy), Zarządzania Polityką Energetyczną na rzecz Zrównoważonego Rozwoju (Energy Policy for Sustainability) oraz Innowacjami i Zrównoważonym Rozwojem w Środowisku Międzynarodowym (Innovation and Sustainability for International Development).
Kadra naukowa w SPRU jest silnie interdyscyplinarna. W jej skład wchodzą naukowcy z dziedzin przyrodniczych, inżynieryjnych, ekonomii i zarządzania, ale pośród nich można odnaleźć również antropologów, historyków, politologów oraz filozofów.

## Wybitne postaci związane ze SPRU
- Daniele Archibugi
- Giovanni Dosi
- Christopher Freeman
- Marie Jahoda
- Mary Kaldor
- Richard R. Nelson
- Keith Pavitt
- Carlota Perez
- Luc Soete